# آندی واسلویانو
آندی واسلویانو (رومانیایی: Andi Vasluianu؛ ‏ تلفظ رومانیایی: [ˈandi vasluˈjanu]؛ زادهٔ ۲۳ ژوئن ۱۹۷۴) بازیگر اهل رومانی است.
از فیلم‌ها یا برنامه‌های تلویزیونی که وی در آن نقش داشته‌است، می‌توان به ماریلنا از پی۷، خشم، جوانی بدون جوانی، رؤیای کالیفرنیا و سکس بدفرجام یا پورن جنون‌آمیز اشاره کرد.